# Anualitat
Una anualitat (en anglès: annuity) és una successió de fluxos de caixa que es realitzen en un període finit de temps. La denominació anualitat no implica que els fluxos de caixa es facin efectius anualment -un cop a l'any-, sinó que aquests es realitzen a intervals regulars de temps, ja siguin anuals, semestrals, trimestrals o mensuals. Si els fluxos de caixa es destinen a formar un capital, s'anomenen imposicions, mentre que si es destinen a cancel·lar un deute s'anomenen amortizacions. Les anualitats són un habituals en la vida diària: pagaments a termini, pagament d'hipoteques, plans de pensiones, etc. Tot i així habitualment el terme anualitat fa referència a una anualitat d'inversió a interès compost, és a dir, amb capitalització dels interessos meritats.

## Fórmula: anualitat ordinària
Una anualitat ordinària és aquella en la que els pagaments es realitzen al final del període de meritació, ja segui al final de cada any, al final de cada semestres, al final de cada mes, etc. El valor d'una anualitat ordinària es calcula per mitjà de la següent fórmula:
{\displaystyle r} = el tipus d'interès anual nominal
{\displaystyle t} = temps (expressat en anys)
{\displaystyle n} = períodes de meritació i capitalització (en 1 any)
{\displaystyle VF} = the future value of an annuity
{\displaystyle VA} = the principal (or present value)
{\displaystyle R} = renda (el pagament periòdic de l'anualitat)
Note:
{\displaystyle i={\frac {r}{n}}}
{\displaystyle n=t\cdot m}
{\displaystyle S\,=\,R\left[{\frac {\left(1+{\frac {r}{n}}\right)^{nt}-1}{\frac {r}{n}}}\right]}
{\displaystyle P\,=\,R\left[{\frac {1-\left(1+{\frac {r}{n}}\right)^{-nt}}{\frac {r}{n}}}\right]}